# Kurunegala
Kurunegala (en tamil: குருனகல் ) es una ciudad de Sri Lanka capital de la provincia del Noroeste y del distrito homónimo.

## Geografía
Se encuentra a una altitud de 121 m s. n. m. a 93 km de la capital nacional, Colombo, en la zona horaria UTC +5:30.

## Demografía
Según estimación 2011 contaba con una población de 29 117 habitantes.